# James Manning
Nació el 22 de octubre de 1738. Era un ministro y educador estadounidense proveniente de Rhode Island. 
En el año 1762 se graduó de la Universidad de Nueva Jersey, la cual se convirtió más adelante en la Universidad de Princeton. 
Fue uno de los fundadores de la Universidad de Rhode Island, (ahora Brown University) y fue su primer presidente de 1765 a 1791.
Fue un delegado para Rhode Island en el consejo continental de 1786.
Murió el 29 de julio de 1791.
- Datos: Q11684402
- Multimedia: James Manning (minister) / Q11684402